# Nižné Nemecké
Nižné Nemecké é um município da Eslováquia, situado no distrito de Sobrance, na região de Košice. Tem 7,25 km² de área e sua população em 2018 foi estimada em 335 habitantes.

## Demografia
| Ano:        | 1994 | 2004   | 2014   | 2024   |
| ----------- | ---- | ------ | ------ | ------ |
| Broj ljudi: | 338  | 334    | 327    | 308    |
| Razlika:    |      | -1,18% | -2,09% | -5,81% |

| Ano:               | 2023 | 2024   |
| ------------------ | ---- | ------ |
| Número de pessoas: | 311  | 308    |
| Diferença:         |      | -0,96% |